# Schlacht bei Cynuit

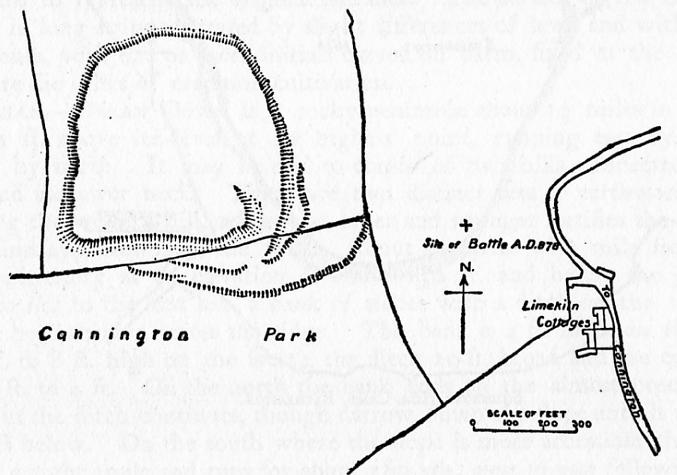
Cynwits Hügelfort und Stelle der Schlacht

Die Schlacht bei Cynuit, auch als Schlacht bei Cannington bekannt, fand im Jahr 878 bei dem Hügelfort in Cynwit statt. Der Ort heißt heute Cannington Hill und befindet sich in der Nähe von Bridgwater in Devonshire, Somerset, England.
Eine dänische Truppe unter der Führung von Ubba Ragnarsson, dem Bruder von Ivar und Halfdan Ragnarsson, landete mit 23 Schiffen und insgesamt 1.200 Männern an der Küste bei Combwich. Mehrere angelsächsische Thegn bzw. Untertanen, die sich höchstwahrscheinlich unter der Führung des Ealdorman Odda befanden, hatten sich währenddessen mit ihren Männern im Hügelfort von Cynuit verschanzt. Das Fort war an allen Seiten, außer an der Ostseite, gut geschützt, jedoch gab es keine Brunnen innerhalb des Forts. Ubba belagerte daraufhin das Fort mit seinen Männern, in der Hoffnung, dass sich die Engländer wegen Wassermangel ergeben würden. Die Engländer entschieden sich allerdings dafür, anzugreifen, anstatt auf dem Hügel zu verdursten und überraschten und besiegten die Dänen mit einem Angriff in der Morgendämmerung. Ubba Ragnarsson fiel in der Schlacht. Geffrei Gaimar erwähnt in seiner "Estorie des Engles" (um ca. 1140 verfasst), dass Ubba von den Dänen in einem sehr großen Hügel in Devonshire begraben wurde, der Ubbelawe genannt wird. Des Weiteren gelang es den angelsächsischen Truppen, ein dänisches Kriegsbanner mit dem Namen "Hrefn" (Raben), in ihren Besitz zu bringen.
Die angelsächsische Chronik schreibt über die Schlacht:
"And in the winter of this same year [878] the brother of Ívarr and Hálfdan landed in Wessex, in Devonshire, with 23 ships, and there was he slain, and 800 men with him, and 40 of his army. There also was taken the war-flag (guðfani), which they called "Raven"."
(Deutsch: "Und im Winter desselben Jahres [878] landete der Bruder von Ívarr und Hálfdan mit 23 Schiffen in Devonshire, Wessex, wo er und mit ihm 800 Männer und 40 seiner Armee getötet wurden. Außerdem wurde das Banner (guðfani), das sie "Raben" nannten, entwendet.").
Die Schlacht um Cynuit wird besonders in zwei Romanen behandelt:
- In The Marsh King, einem historischen Roman von C. Walter Hodges über Alfred den Großen, in dem der Platz der Schlacht „Kynwit“ genannt wird, beschreibt der Autor die Schlacht, allerdings kann es sein, dass die Beschreibung nicht sehr exakt ist.
- Des Weiteren wird die Schlacht in dem Roman Das letzte Königreich von Bernard Cornwell beschrieben – Cornwell verlegt die Tötung Ubbas und somit die Schlacht allerdings um ein Jahr nach vorn und schreibt sie seinem fiktiven Helden Uhtred zu.